# ТАРГЕТ
ТАРГЕТ, Транс'європейська автоматизована платіжна система експрес-переказів з валовим розрахунком у реальному часі (англ. Trans-European Automated Real-time Gross Settlement Express Transfer System, TARGET) — міжбанківська платіжна система, яка дозволяє в режимі реального часу здійснювати міжнародні розрахунки у країнах-членах ЄС.
Функціонування системи ТАРГЕТ ґрунтується на використанні принципів і механізмів системи SWIFT.

## Історія
Перша версія системи ТАРГЕТ була введена 1 січня 1999 року і включала 16 національних платіжних систем і платіжний механізм ЄЦБ.
У 2007 введена нова версія системи  — ТАРГЕТ2, яка дозволила уніфікувати технологічну інфраструктуру платіжних механізмів центральних банків країн-членів ЄС, забезпечила ефективне управління ліквідністю, а також єдині принципи ціноутворення на ринку платіжних послуг. З організаційно-правової точки зору TARGET2 є сукупністю національних систем RTGS, які взаємодіють між собою та своїми клієнтами за єдиними правилами на основі «Загальних принципів TARGET2» (англ. Guideline on TARGET2), прийнятих ЄЦБ у 2007 році. Ці правила містять «Гармонізовані умови участі в TARGET2», що формують основу договірних відносин між центральним банком (провайдером послуг) і учасником платіжної системи. Прямими учасниками TARGET2 є кредитні установи, інвестиційні компанії, організації, які надають клірингові або розрахункові послуги, міністерства фінансів і центральні банки країн-членів ЄС.
Станом на 1 липня 2010 членами платіжної системи TARGET2 були 930 прямих учасників, 3687 непрямих учасників і 12800 учасників-кореспондентів.
У 2010  на основі використання системи TARGET2 щоденно здійснювалось понад 350 тис. платежів на загальну суму понад €2,3 трлн.
У 2014 членами платіжної системи TARGET2 були 1 007 930 прямих учасників, 837 непрямих учасників і 5037 учасників-кореспондентів. Щоденно здійснювалось понад 350 тис. платежів на загальну суму понад €1,9 трлн. Дві третини всіх платежів TARGET2 були близько €50000 кожен; 13 % зі всіх платежів були понад €1 мільйона.
Розвиток платіжних систем країн Єврозони відбувається шляхом централізації та створення єдиного європейського платіжного простору  — SEPA з метою подальшого об'єднання європейського платіжного ринку.

## Використання
Основна мета:
- підвищення надійності та безпеки механізму транскордонних платежів;
- підвищення ефективності платежів між країнами-членами ЄС;
- сприяння ЄЦБ у проведенні єдиної грошово-кредитної політики.

Інфраструктура платіжної системи в Єврозоні характеризується паралельним існуванням різних європейських платіжних систем. Кожна країна-член Європейського Союзу підтримує національну систему валових розрахунків у режимі реального часу (англ. Real-Time Gross Settlement, RTGS), а для здійснення платежів всіх країн-учасниць Єврозони використовується система TARGET. Вона складається із національних систем RTGS і платіжного механізму Європейського центрального банку.
Системи RTGS країн – не членів ЄВС також можуть брати участь у системі TARGET за умови, що вони поряд з національною валютою здійснюють розрахунки в євро. Національні системи RTGS і платіжний механізм ЄЦБ об'єднані між собою на основі стандарту «англ. Interlinking System», який дозволяє при здійсненні транскордонних переказів перетворювати національні стандарти платіжних документів у єдиний стандарт ЄВС.
Використання системи ТАРГЕТ дозволяє підвищити ліквідність системи розрахунків завдяки можливості одержання її учасниками додаткових ліквідних коштів, які використовуються для здійснення платежів. З метою підтримки платіжних механізмів центральні банки країн-членів ЄС надають безпроцентні одноденні кредити під відповідне забезпечення. Ці кредити можуть бути використані протягом робочого дня неодноразово. В забезпечення приймаються всі активи, які використовуються при проведенні операцій рефінансування ЄЦБ.